# ديفيد ماثياس
ديفيد ماثياس (20 مارس 1991 في الهند - ) هو لاعب كريكت هندي.

## وصلات خارجية
- ديفيد ماثياس على موقع إي آس بي آن كريك إنفو (الإنجليزية)